# Dimorphanthera apoana
Dimorphanthera apoana là một loài thực vật có hoa trong họ Thạch nam. Loài này được (Merr.) Schltr. mô tả khoa học đầu tiên năm 1918.